# Gorguts
Gorguts es una banda de death metal técnico/avant-garde metal de Quebec, Canadá formada en 1989 por el único miembro constante de la banda, el guitarrista y vocalista Luc Lemay. Durante su carrera lanzaron cinco discos y un EP, los cuales fueron reconocidos  por su técnica compleja de death metal.

## Historia
Gorguts se formó en 1989 por Luc Lemay en voz y guitarra, Sylvain Marcoux en guitarra, Eric Giguere en bajo y Stephane Provencher en batería. En 1990 lanzan su primer demo, "...And Then Comes Lividity", lo que los llevó a un contrato con la discográfica Roadrunner Records. En 1991 lanzan su primer álbum: "Considered Dead", el que cuenta como invitados a James Murphy  y a Chris Barnes.
En 1993, lanzan su segundo álbum con un sonido más experimental y técnico, llamado The Erosion of Sanity. El lanzamiento de este disco coincidió con el declive en popularidad del género death metal, por lo que la discográfica terminó su contrato luego del lanzamiento del disco. Durante los  cinco años siguientes Gorguts no realizó recitales.
Lemay regresa en 1998 bajo la discográfica Olympic Records con una nueva alineación consistiendo de Steeve Hurdle en guitarra, Steve Cloutier en bajo y Patrick Robert en batería. Esta alineación lanzó el tercer álbum de la banda, titulado Obscura, el cual explora territorio progresivo y avant-garde. 
Después de Obscura, el guitarrista Steve Hurdle deja la banda y fue reemplazado por Daniel Mongrain de la banda Martyr, y el baterista Patrick Robert fue reemplazado por Steve MacDonald. El siguiente álbum  fue titulado From Wisdom To Hate y lanzado el 2001. Este álbum es estilísticamente una mezcla entre los primeros álbumes y Obscura. Lemay, el principal escritor de canciones del álbum, experimento más con el uso de sonidos, más que con notas. Sin embargo, el álbum fue más directo y brutal que Obscura, con más largas y rápidas secciones de blast beats, y más solos de guitarra átonos del nuevo guitarrista.
Steve MacDonald se suicidó en 2002 lo que eventualmente llevaría a la separación de Gorguts en 2005. Luc Lemay y Steve Hurdle formaron Negativa en 1994, y publicaron un EP en 2006, y se disolvieron en 2010, dos años antes de la muerte de Steve Hurdle. 
Luc Lemay y Steve Cloutier grabaron un video para guitar.com el cual explora muchas de las técnicas y filosofías detrás de la música de Gorguts, y demostraciones de canciones como "Inverted" y "Obscura".
En 2008 Luc Lemay confirmó que Gorguts se reformaría con una nueva alineación, con la que publicó en 2013 su último álbum de estudio, Colored Sands.

## Discografía
- ...And Then Comes Lividity (Demo, 1990)
- Considered Dead (1991)
- The Erosion of Sanity (1993)
- Obscura (1998)
- From Wisdom to Hate (2001)
- ...And Then Comes Lividity/Demo Anthology (2003)
- Live in Rotterdam (2006)
- Colored Sands (2013)
- Pleiades' Dust (EP, 2016)

## Alineación
- Luc Lemay - Voz, guitarra
- Colin Marston - Bajo
- Kevin Hufnagel - Guitarra
- Patrice Hamelin - Batería

### Miembros anteriores
- Steve MacDonald † - Batería
- Stephane Provencher - Batería
- Steeve Hurdle †- guitarra
- Sylvain Marcoux - guitarra
- Daniel Mongrain - guitarra
- Eric Giguere - Bajo
- Patrick Robert - Batería
- John Longstreth - Batería